# Аапо Пукк
Аапо Пукк (ест. Aapo Pukk, нар. 3 жовтня 1962 в Тарту) — естонський художник, що спеціалізується на портретному мистецтві.

## Життєпис
Батько Аапо Александер Сууман (1927—2003) був відомим поетом, живописцем і вчителем. Мати Лайне Пакк викладала в Тартуській дитячій художній школі протягом 30 років. Аапо народився і провів дитинство в районі Карлова в Тарту, де жив із матір'ю у квартирі площею 19 м2.
Навчався 8 років у Тартуській педагогічній школі, а згодом у середній школі № 10 у Тарту, навчався мистецтву в Тартуській дитячій художній школі в 1971—1975 роках. 1980 року почав вивчати архітектуру в Естонському національному інституті мистецтв. Однак після першого курсу він змінив професію на архітектурну графіку, і в 1986 році закінчив школу.
З 1984 по 1990 рік був головним художником журналу Aja Pulss. 1987 року був художником-режисером музичного фільму Талліннфільму «Pingul keel». 1993—1996 — автор та ведучий естонського телевізійного портретного серіалу «У думках». У 2002—2003 роках керував серією програм «Художня галерея» на Радіо 7, писав книги та понад 40 афіш (Театр Естонія, видавництво Eesti Raamat).
Аапо Пукк знявся у фільмі «Листи» про життя матері Терези.

## Особисте життя
Першою дружиною Аапо була Мейр Пукк. Вони одружилися 1982 року, 22 листопада 1984 року народився син Рандольф Пукк.
2000 року одружився з Аапо Хельге Каярік. 2008 року у них народився перший син Аарон Норман Пукк.

## Роботи

### Відомі естонці
Аапо Пукк зобразив багатьох відомих естонців. Кілька прикладів:
- дослідники: Рейн Таагепера, почесний професор Університету Тарту та Каліфорнійського університету, Хейкі Пісуке, професор права Тартуського університету та інші;
- політики: Март Лаар, Марек Стрнадберг, Тоомас Саві, Арнольд Рюйтель, Овійр, Vilja Савісаар, Тиніс Лукас, Едгар Савісаар і інші;
- діячі культури: диригент Тія-Естер Лойтме, скульптор Ендель Танілуо, письменник Ліело Тунгал, оперні співаки Маргарита Войтес і Волдемар Куслап, актори Тину Карк, Катрін Карізма та Елле Кулл, співачки Сільві Врайт, Хедвіг Хансон, балерина Кайе Керб, Саксонська Саксонія радіожурналістка Ріт Лінна та інші;
- спортсмени: велосипедистка Еріка Салумае, водій ралі Маргус Муракас та інші.

### Інше
- Галерея єпископських палат єпископського дому Тоомпея — Консисторія Естонської євангелічно-лютеранської церкви (EELK) та Архієпископська канцелярія в історичній єпископській церкві XVII століття в Тоомпеа, розписана Аапо Пуком. Усі єпископи та архієпископи EELK, від першого єпископа Якоба Куке до Андреса Подри, мають портрети в галереї.
- Мери Пярну — Аапо намалював сім мерів Пярну, це Яан Тімускі, Яак Саарнііт, Вайно Лінде, Яан LЛеесмент, Хуго Кууснер, Оскар Каск і Прійт Суве.
- Галерея ректорів Естонської бізнес-школи — Аапо написав портрети п'ятьох ректорів EBS. Портрет Ільмара Мартенса першим потрапив до галереї 1994 року. 1996 року був доданий Маршалл Фіцджеральд, 1997 — створено портрет ректора Мадіса Авакуке. 2005 роек Аапо написав ректора Олава Арната, а в 2010 році Пітер Кросс став п'ятим у галереї.

### Робота за кордоном
З 2006 по 2011 рік Аапо проживав у маленькому містечку Палос Вердес Естейтс, недалеко від Лос-Анджелеса, Південна Каліфорнія, США. Це був дуже плідний час для художника, він багато малював місцевої природи та людей. Однією з найважливіших робіт її американського періоду є картина «Сестра з Терренса Лендіна».
У Фінляндії Аапо 2008 року написав портрет професора мікробіології Хельсінкського університету Міржу Салкіноя-Салонена.

## Нагороди
- 2011 Почесна відзнака. Товариство портретів Америки
- Великий приз 2011 року. Міжнародний журнал художників
- 2010 Сертифікат досконалості. Товариство портретів Америки
- 2009 Почесна відзнака. Товариство портретів Америки
- Друге місце в категорії пастельних малюнків. Товариство портретів Америки
- Четверте місце в категорії голова та плечі. Товариство портретів Америки
- Почесна відзнака 2008 року. Товариство портретів Америки
- 2008 р. Друге місце в категорії багатофігурних портретів. Товариство портретів Америки
- 2008 р. Виняткові заслуги. Товариство портретів Америки
- 2007 Найкраще портфоліо. Товариство портретів Америки
- 2007 р. Перша почесна премія. Товариство портретів Америки
- Сертифікат досконалості 2006 року. Товариство портретів Америки
- 2003 Почесна відзнака. Центр поновлення мистецтва / ARC, Нью-Йорк, Нью-Йорк
- 2002 Фіналіст. Міжнародний журнал художників
- Почесна грамота 2002 року. Американське товариство портретних художників
- Премія з відзнакою 2001 року. Товариство портретів Америки
- 1987 р. Перше місце. Конкурс музичного відео ETV
- 1986 найкращий плакат. Балтійський конкурс плакатів
- 1986 Гран-прі
- 1983 Найкраща фотографія в молодіжному фотоконкурсі «Сучасний портрет»

## Членство
Аапо Пукк належить до таких асоціацій:
- Спілка художників Естонії
- Естонська асоціація вільних графіків
- Американська асоціація портретних мистецтв PSOA
- Каліфорнійська асоціація мистецтв, США

## Виставки

### Персональні виставки
- 2010 «Гармонія з батьком». Бібліотека Малаги-Коув, Каліфорнія, США
- 2009 «Вікно в Європу». Бібліотека Малаги-Коув, Каліфорнія, США
- 2007 «Обличчям до обличчя». Бібліотека Малаги-Коув, Каліфорнія, США
- 2006 «Портрети та враження». Будинок вчителів, Таллінн
- 2004 «55 портретів». Естонська національна бібліотека, Таллінн
- 2001 «Сучасний портрет». Галерея стовпів, Таллінн
- 1998 «Портрети і природа». Галерея Bla, Єнчепінг, Швеція
- 1997 «Світло в кольорах». Галерея Саммас, Таллінн
- 1994 «Mõttemaa» — виставка портретів серії ETV. Таллінська мерія
- 1992 «Портрети та композиції». Квітковий павільйон, Таллінн

### Групові виставки
- 2008—2009 «Концерти в кольорі». Каліфорнійська асоціація мистецтв, Пасадена, США
- Імпровізація. Міжнародна виставка малюнків, Таллінн
- 2006 «Екстаз». Графічна виставка, Тартуський будинок мистецтв
- 2004, 2005 Асоціація художників Естонії в Торонто. Щорічна виставка, Канада
- 2004, 2005 Королівське товариство портретистів Великої Британії. Лондон, Англія
- 2004 «Колекція Матті Міліус». Посольство Естонії, Гельсінкі; Галерея Спілки художників Латвії, Рига
- 2002—2003 «Європастелло». Провінція ді Кунео, П'ємонт, Італія; Св. Петербург, Росія
- "Малювання. Талліннський художній зал
- 1999 р. «Портрети шанованих сучасників». Вільяндійський художній зал
- 1997 Щорічна виставка естонського мистецтва. Художній зал, Таллінн
- 1996 «Подорожні фотографії Греції та Італії». Естонський національний музей, Тарту
- 1981 р. Республіканська виставка живопису. Тартуський художній музей . «Мати в блакитному капелюсі», пастель
- 1978 Весняна виставка молодих художників. Естонський художній музей, Тарту

## Приклади робіт

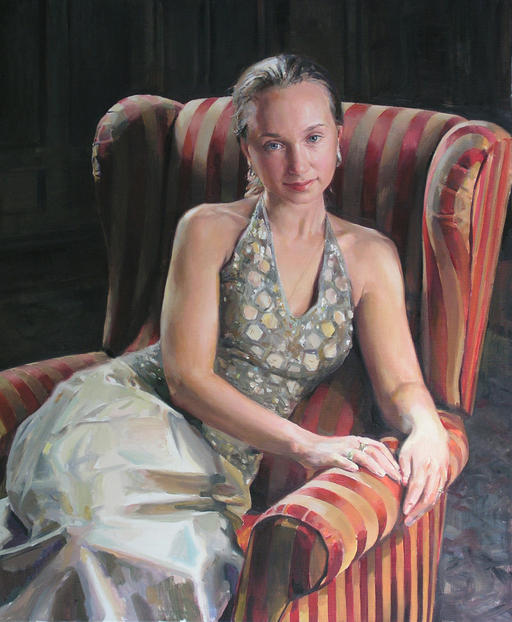
Наталя в сигарному домі. 2003
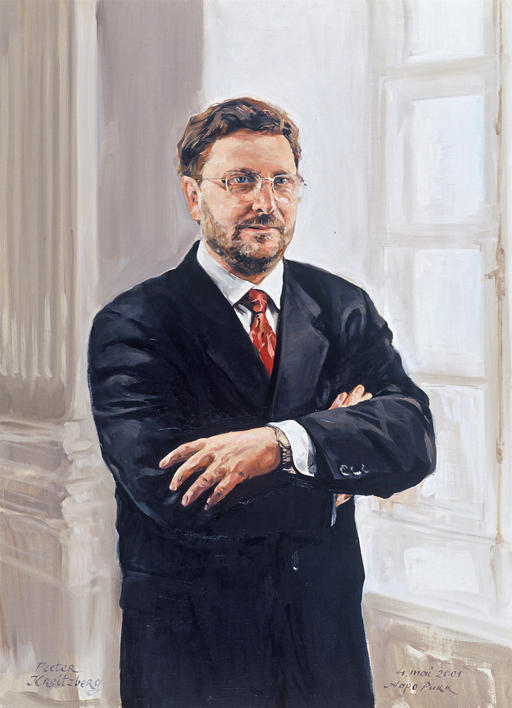
Пітер Крейцберг, 2002
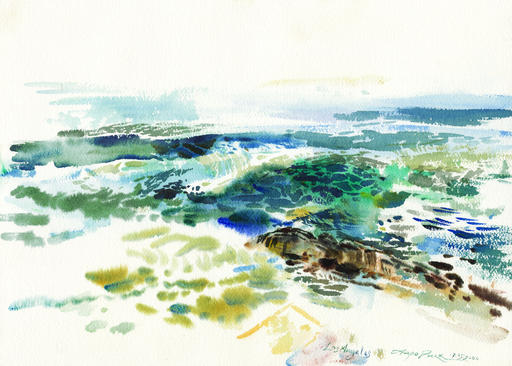
Лос-Анджелес. 2002 рік
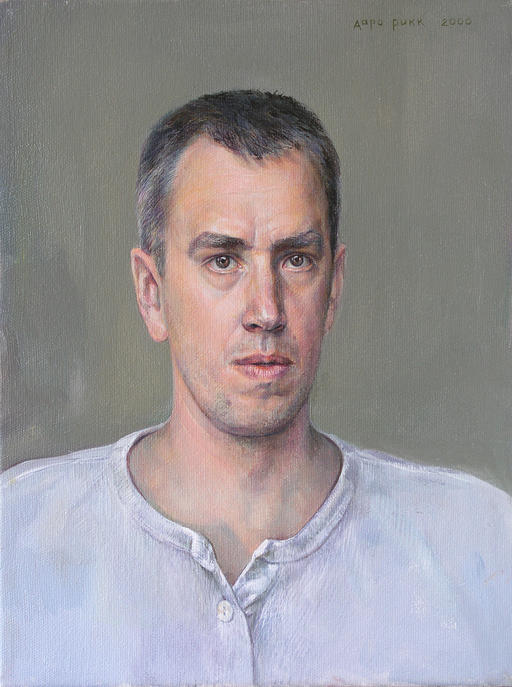
Автопортрет у білій сорочці. 2001
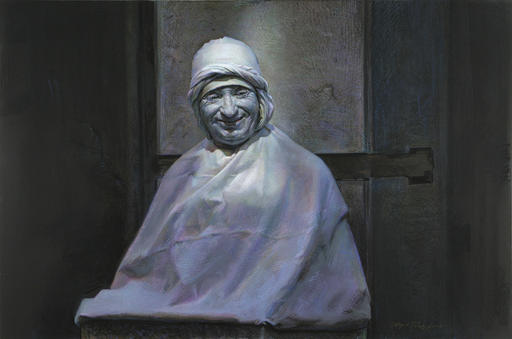
Людина з Венеції. 2001
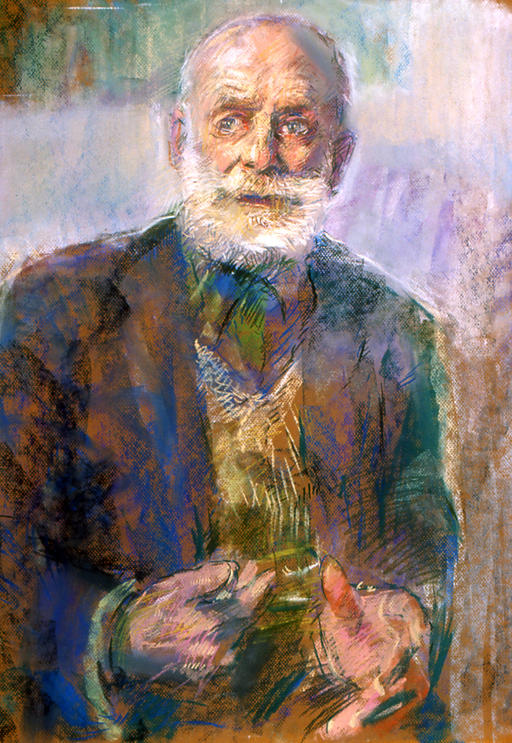
Говорить старий. 2002
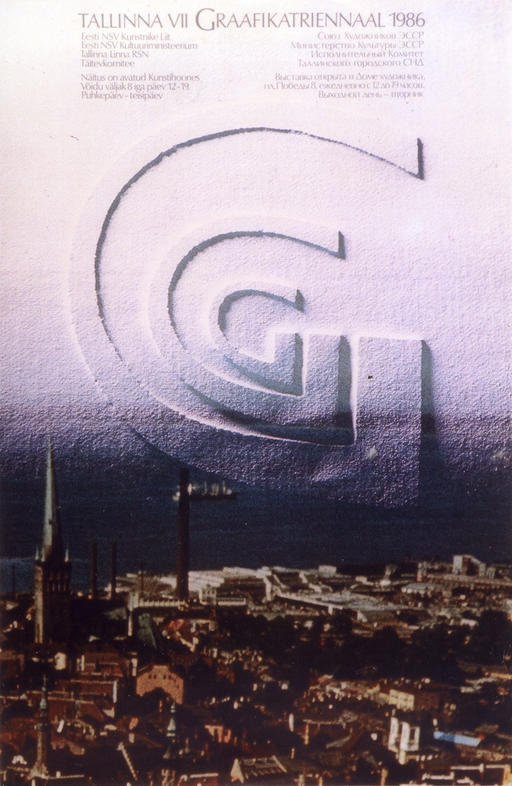
Таллінн VII Триєнале друку в Прибалтиці. 2002
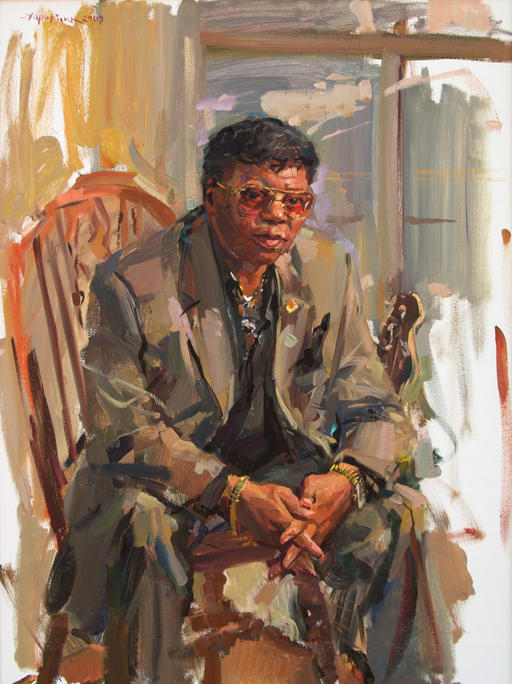
Лоуренс Мак-Кіст. 2010
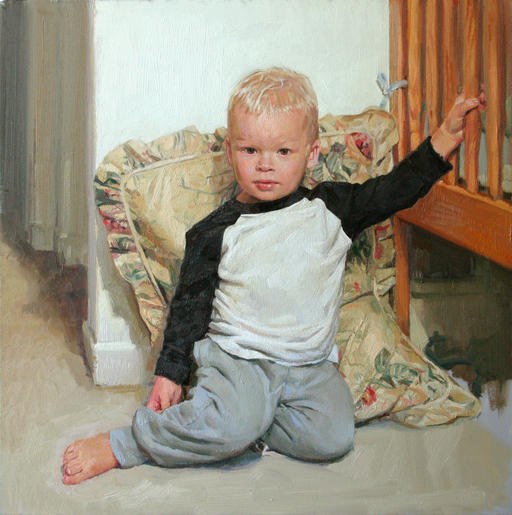
Аарон. 2011
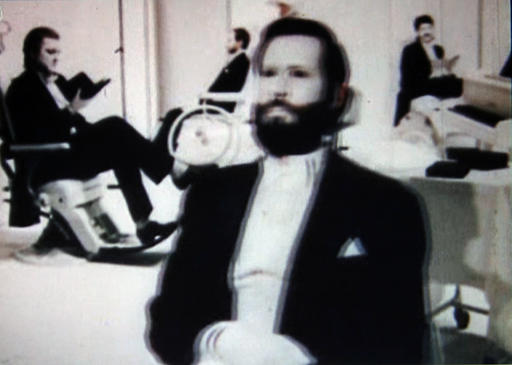
Язик. 1987
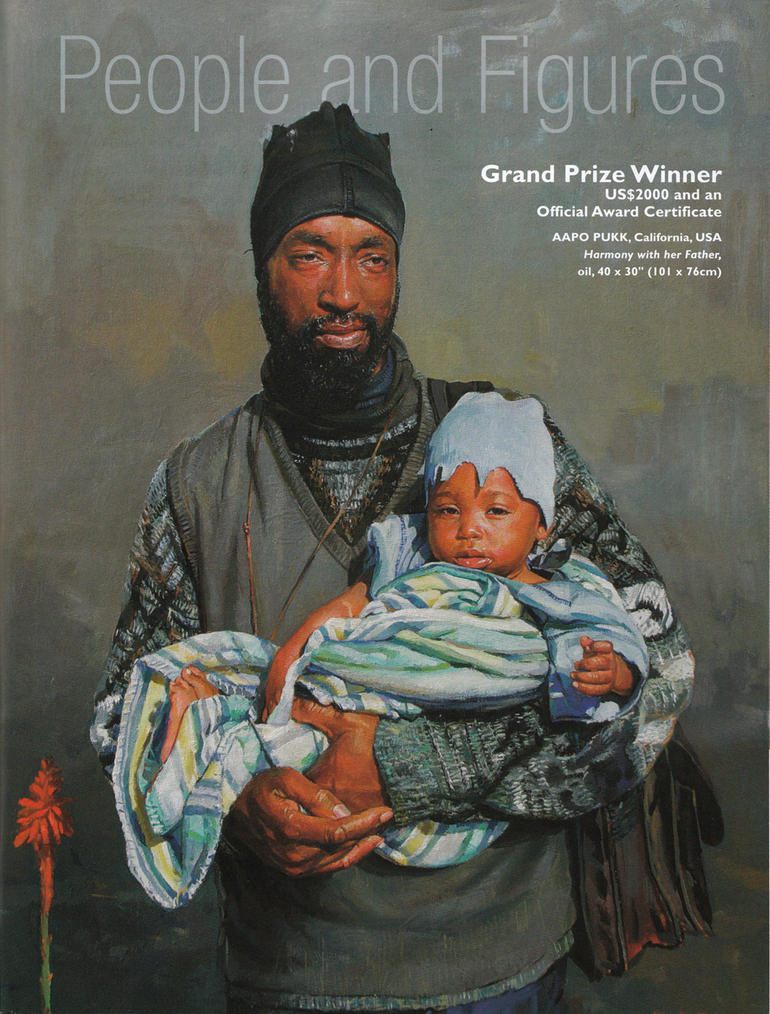
Гармоне з батьком. 2010/2011
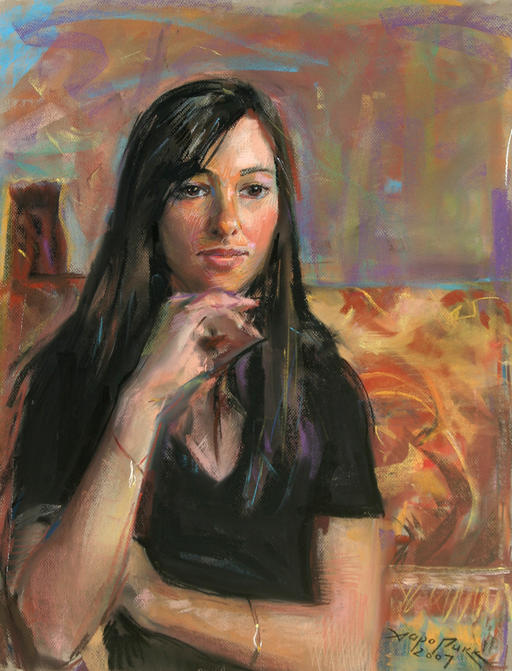
Келлі. 2009
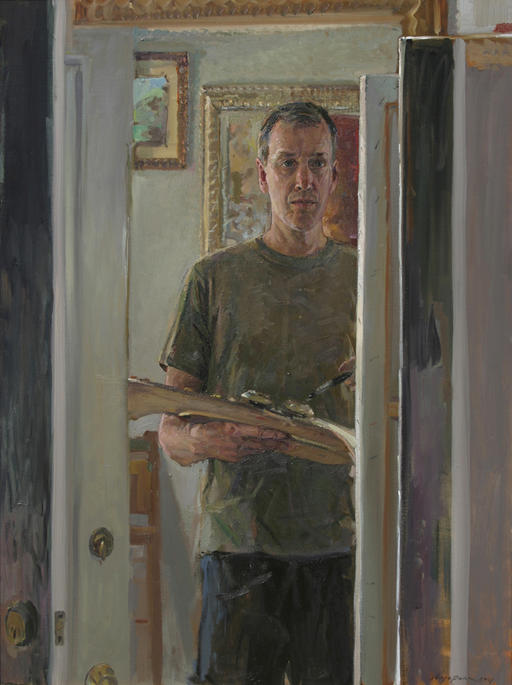
Автопортрет. 2008
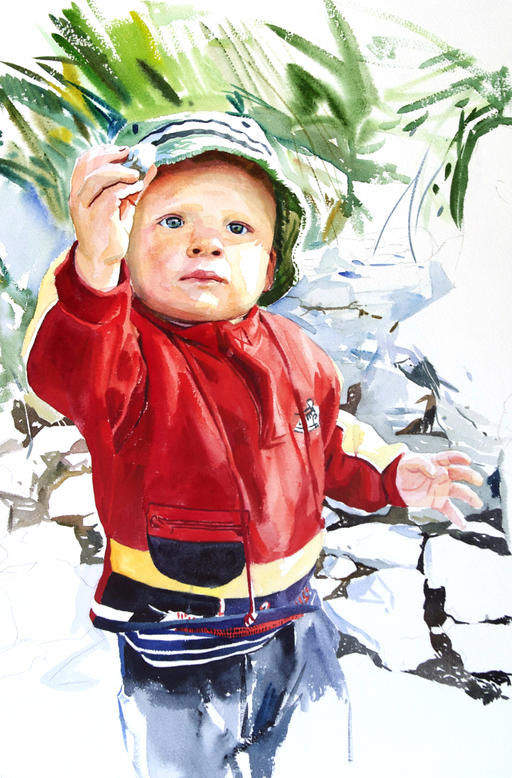
Аарон. 2008
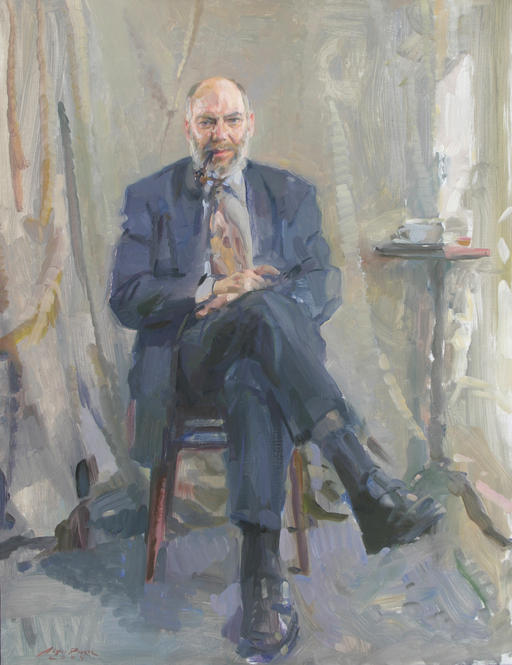
Матті Міліус, 2008